# Konstandinos Kienderis
Konstandinos (Kostas) Kienderis (gr. Κωνσταντίνος "Κώστας" Κεντέρης; ur. 11 lipca 1973 w Mitylenie) – grecki lekkoatleta, mistrz olimpijski, mistrz świata, mistrz Europy.
W 1992 roku zajął 6. miejsce na Mistrzostwach Świata Juniorów w Seulu w biegu na 200 metrów, a w 1993 w Narbonie zdobył złoty medal podczas igrzysk śródziemnomorskich na dystansie 400 metrów. W 1999 na Mistrzostwach Świata w Sewilli wygrał swój bieg eliminacyjny na 200 metrów, pokonując m.in. Maurice'a Greene'a, nie stanął jednak na starcie biegu ćwierćfinałowego na skutek kontuzji. Rok później został złotym medalistą igrzysk olimpijskich, również na dystansie 200 metrów. Na Mistrzostwach Świata w Edmonton w 2001 ponownie zdobył złoty medal i stał się jednym z najbardziej rozpoznawanych na świecie lekkoatletów.
W 2002 zdobył złoty medal na mistrzostwach Europy w Monachium. Rok później wygrał Puchar Europy w lekkoatletyce (Florencja 2003), ale czasy jakie osiągał dalekie były od tych z poprzednich lat. W 2004 został mistrzem kraju i był wymieniany wśród faworytów do zapalenia olimpijskiego znicza. Dzień przed rozpoczęciem igrzysk wybuchł skandal – Kienderis (razem z czołową grecką sprinterką Ekaterini Tanu) nie stawili się na kontrolę antydopingową. Aby zatuszować sprawę sfingowali wypadek motocyklowy, jednak mimo to IAAF zdyskwalifikował greckich zawodników. W 2011 został uznany przez grecki sąd winnym składania fałszywych zeznań w sprawie domniemanego wypadku motocyklowego w 2004.

## Rekordy życiowe
- 100 metrów – 10,15 (23 czerwca 2001, Brema)
- 200 metrów – 19,85 (9 sierpnia 2002, Monachium) (wiatr – 0.5) rekord Grecji
- 400 metrów – 45,60 (27 lipca, 1998 Saloniki)
- 300 metrów (hala) – 32,99 (23 stycznia 1999, Pireus) rekord Grecji
- 400 metrów (hala) – 46,36 (13 lutego 1999, Pireus) rekord Grecji